# Замок Маруя
Замок Маруя (яп. 丸屋城, まるやじょう) — замок в Японии в посёлке Симо-Камагари города Куре префектуры Хиросима.
Расположен на узком мысе Тэндзин, на высоте 20-40 м, в северо-восточной части острова Симо-Камагари во Внутреннем Японском море. Замок был резиденцией самурайско-пиратского рода Тагая. Основан в 1351 году. Замок состоит из трёх дворов, размещённых один на другом. Нижний третий двор имеет площадь 100 х 49 м. Верхний первый двор — 10 х 27 м. В верхнем дворе находился храм бодхисаттвы Каннон. Главная часть замка расположена у основания мыса. Северо-восточный выступ третьего двора пересекается в двух местах пустыми рвами. Замок был ликвидирован в начале XVII веке.